# 산페르난도 CD
산페르난도 CD(스페인어: San Fernando Club Deportivo Isleño)는 스페인 안달루시아주 카디스도 산페르난도를 연고로 하는 축구단이다. 2009년 6월, 세군다 디비시온에 10년간 참가했던 CD 산페르난도가 재정난으로 인해 해체되자, 이름을 바꾸고 새롭게 재창단되었다.

## 역대 감독
| 감독          | 임기        |
| ------------- | ----------- |
| 파블로 알파로 | 2022 ~ 2023 |